# روستیسلاو اولش
روستیسلاو اولش (چکی: Rostislav Olesz؛ زادهٔ ۱۰ اکتبر ۱۹۸۵) بازیکن هاکی روی یخ اهل جمهوری چک است.